# Brucepattersonius nebulosus
O Brucepattersonius nebulosus é uma espécie de roedor endêmica do Brasil, ocorrendo no Parque Nacional da Serra da Bocaina, Parque Nacional da Serra dos Órgãos e no Parque Nacional do Itatiaia.